# Mangazeja
Mangazeja (oroszul: Мангазея) Oroszország Urálon túli, északnyugat-szibériai kereskedőkolóniája volt, a 16. és 17. században; egy város, valójában egy szinte önálló városállam. Az Ob és a Jenyiszej folyók torkolatvidékén, a Taz folyó mellett, az arktikus óceáni vizek partján helyezkedett el.

## Története
A pomorok, a Fehér-tenger partvidékének korai orosz telepesei egy tengeri útvonalat találtak, amely lehetővé tette a kereskedést az északi partok mentén Arhangelszk kikötővároson keresztül. Mangazeja jórészt a prém és rozmáragyar begyűjtőhelye volt, amelyeket a rövid északi nyár folyamán hajóztak nyugat felé.
Mangazeja kereskedelmi központként fénykorában egymaga gazdagabb volt, mint egész Oroszország. Szibéria nyugati területeit az oroszok persze ismerték. Az angol kereskedők előtt pedig a szibériai prém célállomás volt. Mangazeja piacán a prémvásárok idején akár 2000 ember is jelen volt. Ezért, de még inkább amiatt, mert az oroszok attól féltek, hogy az angolok és a hollandok megvetik a lábukat Szibériában, eldöntötték Mangazeja elpusztítását.
1619-ben az útvonalat az I. Mihály orosz cár halálbüntetés terhe mellett betiltotta.
A város ugyan még vagy ötven évig létezett, de ezalatt szisztematikusan pusztították (ideértve rengeteg dokumentumot is), így helye és a pomorok északi hajózási útvonala így végképp feledésbe merült.
A régészeti, történeti feltárások pedig csak a huszadik században indulhattak meg.
Mangazeja csillogó gazdagságához ezért még ma is legendák fűződnek.

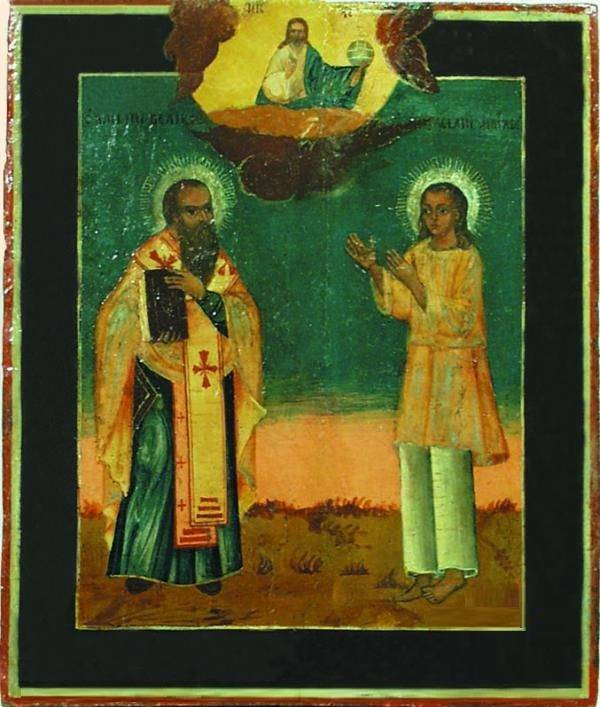
Nagy Szent Vazul és Mangazejai Vazul egy 19. századi ikonon

## Lásd még
- Északkeleti átjáró